# 2. ŽNL Zadarska 2003./04.
2. ŽNL Zadarska u sezoni 2003./04. je predstavljala drugi rang županijske lige u Zadarskoj županiji, te ligu petog stupnja hrvatskog nogometnog prvenstva. Sudjelovalo je deset klubova, a ligu je osvojia momčad "Raštana" iz Gornjih Raštana.

## Momčadi
- Gorica – Gorica
- HAŠK – Benkovac
- Jasenice – Jasenice
- Paklenica – Starigrad
- Pakoštane – Pakoštane
- Podgradina – Podgradina
- Raštane – Gornje Raštane
- Sveti Mihovil – Sutomišćica
- Vir – Vir
- Vrčevo – Glavica

## Ljestvica
| Poz. | Momčad        | U  | P  | N | I  | G+ | G– | G+/– | Bod. | Nastavak natjecanja ili ispadanje |
| ---- | ------------- | -- | -- | - | -- | -- | -- | ---- | ---- | --------------------------------- |
| 1.   | Raštane (P)   | 18 | 16 | 1 | 1  | 71 | 8  | +63  | 49   | 1. ŽNL                            |
| 2.   | Vir           | 18 | 15 | 0 | 3  | 47 | 8  | +39  | 45   |                                   |
| 3.   | Sveti Mihovil | 18 | 10 | 1 | 7  | 44 | 37 | +7   | 31   |                                   |
| 4.   | Vrčevo        | 18 | 8  | 3 | 7  | 28 | 25 | +3   | 27   |                                   |
| 5.   | Gorica        | 18 | 7  | 1 | 10 | 25 | 37 | −12  | 22   |                                   |
| 6.   | HAŠK Benkovac | 18 | 7  | 0 | 11 | 29 | 42 | −13  | 21   |                                   |
| 7.   | Pakoštane     | 18 | 6  | 3 | 9  | 31 | 47 | −16  | 21   |                                   |
| 8.   | Jasenice      | 18 | 5  | 1 | 12 | 23 | 36 | −13  | 16   |                                   |
| 9.   | Podgradina    | 18 | 5  | 1 | 12 | 29 | 49 | −20  | 16   |                                   |
| 10.  | Paklenica     | 18 | 4  | 3 | 11 | 22 | 50 | −28  | 15   |                                   |

## Rezultatska križaljka
| kratica | klub                      | GOR | HAŠK     | JAS | PAKL | PAKO | POD | RAŠ | SVM | VIR | VRČ |
| --- | ------------------------- | --- | -------- | --- | ---- | ---- | --- | --- | --- | --- | --- |
| GOR | Gorica                    |     |          |     |      |      |     | 2:5 |     |     |     |
| HAŠK | HAŠK Benkovac             |     |          |     |      |      |     | 0:7 |     |     |     |
| JAS | Jasenice                  |     |          |     |      |      |     | 0:1 |     |     |     |
| PAKL | Paklenica Starigrad       |     |          |     |      |      |     | 0:5 |     |     |     |
| PAKO | Pakoštane                 |     |          |     |      |      |     | 1:1 |     |     |     |
| POD | Podgradina                |     |          |     |      |      |     | 0:5 |     |     |     |
| RAŠ | Raštane (Gornje Raštane)  | 2:1 | 3:0 p.f. | 2:0 | 7:0  | 4:0  | 8:2 |     | 4:0 | 2:0 | 4:1 |
| SVM | Sveti Mihovil Sutomišćica |     |          |     |      |      |     | 0:4 |     |     |     |
| VIR | Vir                       |     |          |     |      |      |     | 1:0 |     |     |     |
| VRČ | Vrčevo Glavica            |     |          |     |      |      |     | 0:1 |     |     |     |
| |                           |     |          |     |      |      |     |     |     |     |     |
| podebljan rezltat - igrano u prvom dijelu lige (1. – 9. kolo) rezultat normalne debljine - igrano u drugom dijelu lige (10. – 18. kolo) rezultat nakošen - nije vidljiv redoslijed odigravanja međusobnih utakmica iz dostupnih izvora prekrižen rezultat - poništena ili brisana utakmica p - utakmica prekinuta p.f. - rezultat 3:0 bez borbe |                           |     |          |     |      |      |     |     |     |     |     |

 Izvori: 

## Poveznice
- 2. ŽNL Zadarska